# Ahmed Mohamed El Hassan
Pour les articles homonymes, voir El Hassan.
Ahmed Mohamed El Hassan (arabe : أحمد محمد الحسن (1930-2022) est un médecin soudanais, professeur de pathologie.
El Hassan est né et grandit au Soudan. Il reçoit l'essentiel de sa formation médicale à l'université de Khartoum avant de terminer un doctorat à l'université d'Édimbourg en 1965. À son retour au Soudan, il dirige le Département de pathologie (1966-1969) et la Faculté de médecine (1969-1971) avant de diriger brièvement le ministère soudanais de l'Enseignement supérieur et de la Recherche scientifique (1971-1972). Il devient président du Conseil de recherches médicales (1972-1977), tout en contribuant à la création du département de pathologie de l'université du roi Fayçal, en Arabie saoudite et de l'Institut de technologie de laboratoire médical, au Soudan. En outre, El Hassan est le directeur fondateur de l'Institut des maladies endémiques (1993-2000), de l'Académie nationale soudanaise des sciences (SNAS) (2005-2011) et de la Société soudanaise du cancer (2008-2009).
El Hassan se concentre sur l'épidémiologie et l'immunopathologie des maladies tropicales et infectieuses. En conséquence, le Soudan lui décerne les plus hauts ordres de mérite et le centre de médecine tropicale de l'État soudanais d'Al Qadarif est nommé en son honneur. En outre, il reçoit le prix Shousha (en) de l'Organisation mondiale de la santé (OMS) en 1987, la médaille Donald Mackay (en) de la Royal Society of Tropical Medicine and Hygiene en 1996 et le prix Cheikh Hamdane ben Mohammed Al Maktoum en 2017-2018.

## Vie et carrière

### Enfance et formation
El Hassan est né à Berber, au Soudan, le 10 avril 1930,. Comme beaucoup à cette époque, il commence ses études dans une école coranique (Khalwa) avant de rejoindre l'école intermédiaire de Berber. Il déménage ensuite à Khartoum pour rejoindre l'école secondaire d'Omdourman en 1945.
El Hassan fréquente la Kitchener School of Medicine (aujourd'hui Faculté de médecine de l'Université de Khartoum (en)). Il obtient une distinction en médecine et en chirurgie en 1955, tout en remportant le prix Kitchener Memorial du meilleur diplômé. Il rejoint le ministère soudanais de la Santé pour se former, d'abord comme houseman entre 1955 et 1957, puis comme médecin de 1957 à 1958 dans différents endroits de Khartoum, d'Omdurman et de l'État du Nord. Il retourne ensuite au département de pathologie de l'université de Khartoum en tant qu'assistant de recherche,.
El Hassan poursuit sa formation à l'université de Londres et obtient un diplôme en pathologie clinique (DCP) en 1961. Il retourne à l'université de Khartoum pendant une courte période (1962-1963) en tant que chargé de cours avant d'entamer un doctorat en immunologie à l'université d'Édimbourg, qu'il termine en 1965,.

### Carrière

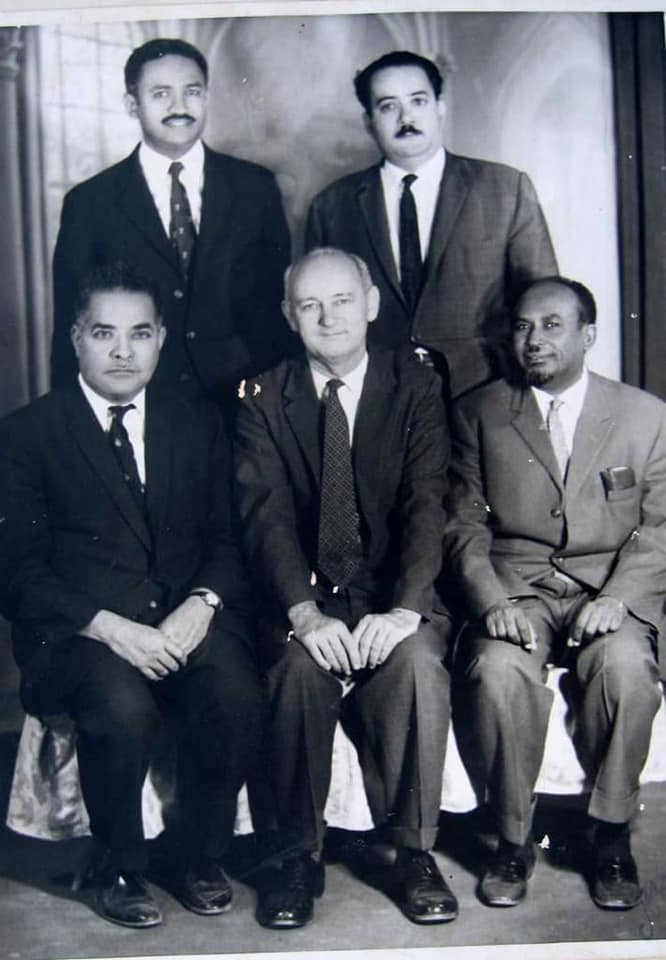
Au premier rang en partant de la gauche, Mansour Haseeb, HV Morgan et Mohamed Hamad Satti. Deuxième rangée, à l'extrême gauche, El Hassan. vers 1965.

El Hassan retourne au Département de pathologie de l'université de Khartoum en tant que maître de conférences avant de devenir professeur et chef de département en 1966. En 1969, El Hassan est nommé doyen de la Faculté de médecine et vice-chancelier adjoint de l'université,.
El Hassan est le ministre fondateur de l'enseignement supérieur et de la recherche scientifique du Soudan entre 1971 et 1972, après quoi il devient président du Conseil de la recherche médicale (1972-1977). El Hassan rejoint ensuite l'université du roi Fayçal, en Arabie Saoudite, en tant que professeur en 1977 et il contribue à la création du département de pathologie avant de le quitter en 1979, pour revenir en 1981 en tant que directeur de recherche jusqu'en 1987,.
Entre 1979 et 1980, El Hassan est au Soudan en tant que directeur de l’Institut des maladies tropicales et il crée l’Institut de technologie de laboratoire médical. À son retour d'Arabie saoudite en 1988, il continue à travailler au département de pathologie de la faculté de médecine de l'université de Khartoum,.
El Hassan est le directeur fondateur de l'Institut des maladies endémiques entre 1993 et 2000 et il continue son affiliation à l'institut en tant que professeur émérite de pathologie jusqu'à sa mort en 2022. El Hassan est président fondateur de l'Académie nationale soudanaise des sciences (SNAS) en 2005 et président de la Société soudanaise du cancer entre 2008 et 2009,.
El Hassan est professeur invité à l'université de Londres, à l'université de Copenhague, à l'Université Ahfad pour les femmes (en) et à l'Université du 6 octobre (en),. Il est membre du Comité consultatif de la recherche de l'Organisation mondiale de la santé (OMS) et membre du Comité consultatif scientifique et technique de la recherche sur les maladies tropicales de l'OMS.

### Vie personnelle et décès
El Hassan épouse Amal Galal Mohamed en 1959 et ils ont quatre filles. Il a un vif intérêt pour la photographie et la musique. Il crée la première unité de photographie et d'illustration médicale au Soudan. Il apprend à jouer du oud et publie son livre Écrits sur la médecine, la musique et la littérature en 2017,.
El Hassan décède le 10 novembre 2022 dans sa maison d'Al Riyad, Khartoum, de causes naturelles,.

## Recherches
El Hassan s'est concentré sur l'épidémiologie et l'immunopathologie des maladies tropicales et infectieuses, en particulier la leishmaniose, et le mycétome (en), y compris le diagnostic, la thérapie et les vaccins,. Ses recherches portent également sur la lèpre et le paludisme et, après 2005, il se concentre sur le cancer du nasopharynx. Il reçoit des subventions de recherche du Centre de recherche sur les maladies tropicales de l'Organisation mondiale de la santé, du Wellcome Trust, de l'Agence danoise de développement international et de l'Académie mondiale des sciences.

## Prix et distinctions
Le gouvernement du Soudan décerne à El Hassan la Médaille d'or pour la recherche et la science en 1977, l'Ordre des Deux Nils (première classe) en 1979 et l'Ordre du mérite (en) (première classe) en 1995,. Il reçoit un doctorat honorifique en sciences de l'Université Ahfad pour les femmes en 2006. Le Centre de médecine tropicale du professeur Ahmed Mohamed El-Hassan à Doka, dans l'État d'Al Qadarif, et le Centre EL Hassan pour la recherche sur les essais cliniques sur les maladies tropicales négligées à Soba, Khartoum portent son nom en 2010 et 2016, respectivement.
Il est élu membre du Royal College of Pathologists (en) de Londres (FRCPath) en 1964, membre du Royal College of Physicians de Londres (FRCP) en et membre de l'Académie mondiale des sciences (FTWAS) en 1996. Il est lauréat du prix Shousha (en) de l'Organisation mondiale de la santé en 1987, de la médaille Donald Mackay (en) de la Royal Society of Tropical Medicine and Hygiene en 1996 et du prix Cheikh Hamdane ben Mohammed Al Maktoum pour les sciences médicales en 2017-2018.

## Publications (sélection)
- (en) Zijlstra, EE, Musa, AM, Khalil, E. a. G., Hassan, IM El et El-Hassan, AM, « Postkala-azar dermal leishmaniasis », The_Lancet_Infectious_Diseases, vol. 3, no 2,‎ février 2003, p. 87-98 (PMID 12560194, DOI 10.1016/S1473-3099(03)00517-6).
- (en) Ghalib, HW, Piuvezam, MR, Skeiky, YA, Siddig, M., Hashim, FA, El-Hassan, AM, Russo, DM et Reed, SG, « Interleukin 10 production correlates with pathology in human Leishmania donovani infections », The Journal of Clinical Investigation, vol. 92, no 1,‎ juillet 1993, p. 324-329 (ISSN 0021-9738, PMID 8326000, DOI 10.1172/JCI116570, lire en ligne).
- (en) Zijlstra, EE et El-Hassan, AM, « Leishmaniasis in Sudan. 3. Visceral leishmaniasis », Transactions of the Royal Society of Tropical Medicine and Hygiene,‎ avril 2001, S27 à S58 (DOI 10.1016/S0035-9203(01)90218-4).
- (en) Zijlstra, EE, El-Hassan, AM, Ismaël, A et Ghalib, HW, « Endemic kala-azar in eastern Sudan: a longitudinal study on the incidence of clinical and subclinical infection and post-kala-azar dermal leishmaniasis », American Society of Tropical Medicine and Hygiene, vol. 51, no 6,‎ décembre 1994, p. 826-836 (ISSN 1476-1645, PMID 7810819, DOI 10.4269/ajtmh.1994.51.826).

## Lectures complémentaires
Ahmed El Safi. Ahmed Mohamed El Hassan : Jalons des maladies tropicales, de la pathologie, de la recherche sur le cancer et de l'éducation médicale, Publications de la Fondation Soudan Medical Heritage (2008), (ISBN 978-99942-899-5-0) .